# Cuillère-fourchette

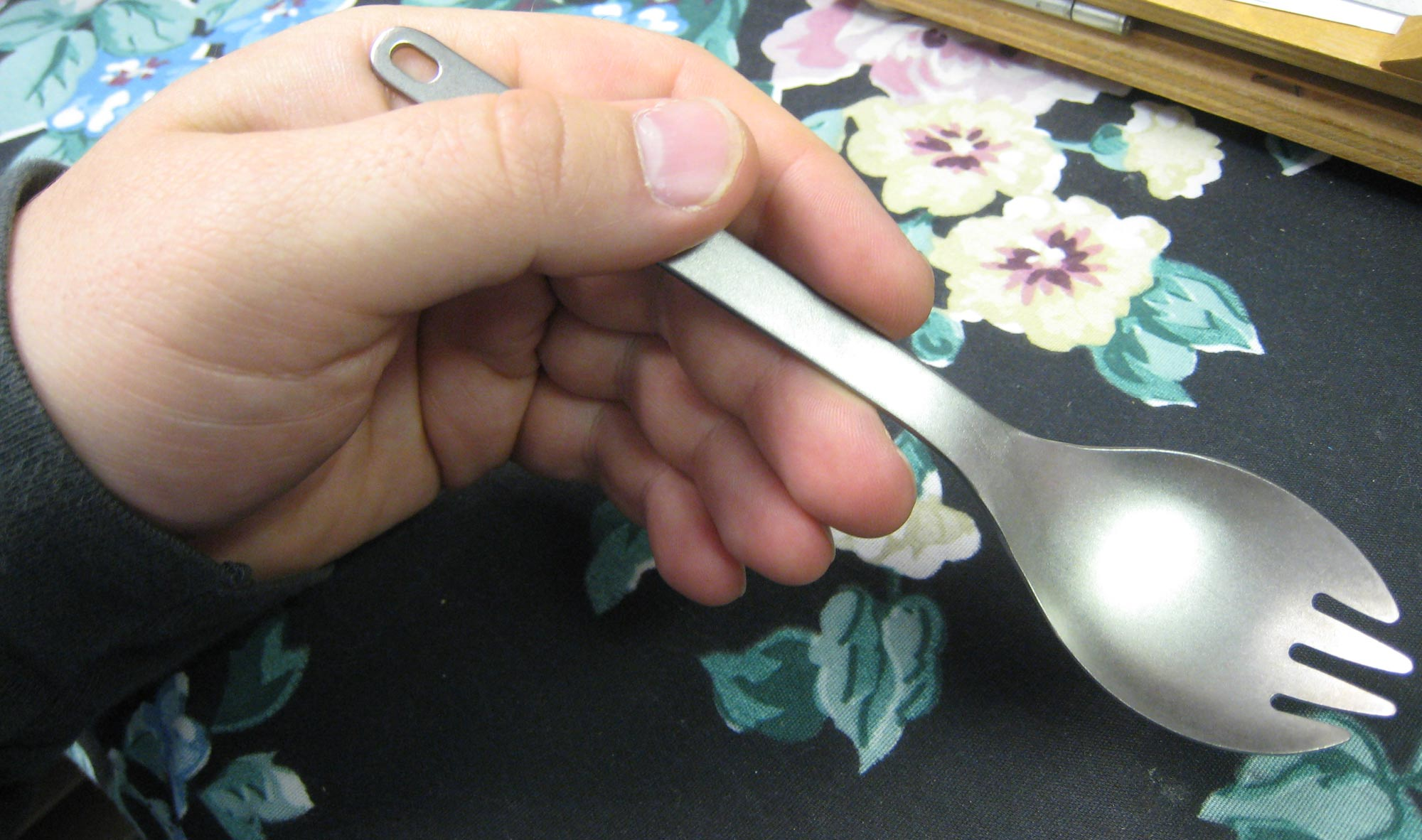
Une cuillère-fourchette en titane.

Une cuillère-fourchette, fourchette-cuillère ou cuichette est une forme hybride de couvert de table conçu pour remplir aussi bien le rôle d'une cuillère que celui d'une fourchette. Elle adopte la forme de pelle d’une cuillère et les trois ou quatre pointes d’une fourchette. Certains modèles, conçus pour occuper le moins de place possible dans les bagages, sont pourvus d'un manche pliable.
En anglais, ce type d'ustensile est nommé spork (mot-valise formé à partir de spoon, « cuillère », et fork, « fourchette »). Le mot spork est parfois utilisé en informatique, dans le domaine du logiciel libre à sources ouvertes, pour désigner le regroupement de différents embranchements d'un même logiciel, par opposition au mot fork, qui désigne dans ce contexte la séparation du logiciel en différentes versions gérées par des développeurs distincts.

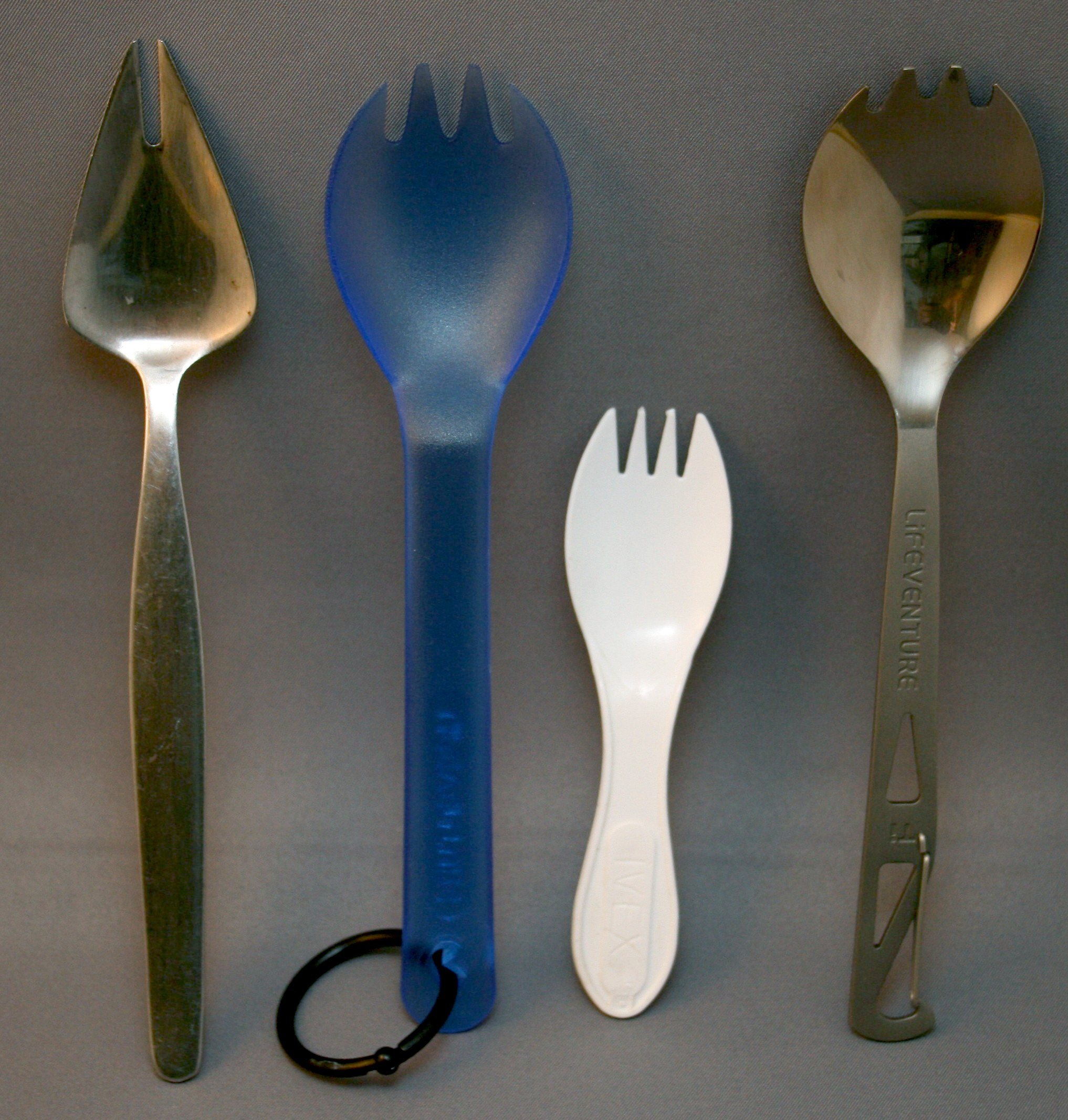
Quatre exemples de cuillères-fourchettes.
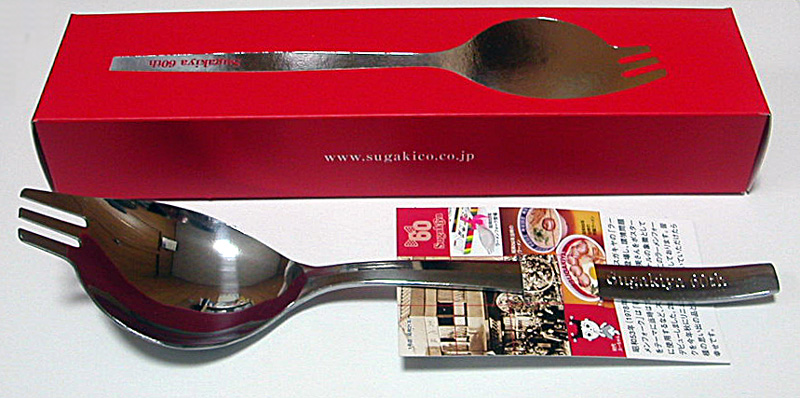
Une cuillère-fourchette japonaise.